# Обсада на Малта (1565)
Вижте пояснителната страница за други значения на Обсада на Малта.
Обсадата на Малта (известна също като Великата обсада на Малта) е сражение от 1565 г., когато Османската империя напада острова, тогава държан от рицарите хоспиталиери (наричан Малтийски орден, с официално име: Суверенен военен орден на хоспиталиерите на Свети Йоан, от Йерусалим, от Родос и Малта).
Рицарите удържат обсадата, една от най-кръвопролитните и най-яростно оспорваните в историята, която се превръща в едно от най-знаменитите събития в Европа през XVI век. Волтер казва, „Нищо не е по-известно от обсадата на Малта“, и тя несъмнено допринася за последвалата ерозия на възприятието за османската непобедимост и маркира нова фаза в испанското доминиране на Средиземно море. Обсадата е кулминация на ескалиращото противоборство между християнския съюз и Османската империя за контрол над Средиземно море, противоборство, което включва атаката срещу Малта на турския корсар Тургут Реис през 1551 г. и пълното унищожение от турците на съюзна християнска флота в битката при Джерба през 1560 г.

## Малтийските рицари
В края на 1522 г. османският султан Сюлейман I насила изхвърля Ордена на рицарите хоспиталиери на Свети Йоан от Йерусалим от базата им на о. Родос след 6-месечна обсада. Между 1523 и 1530 г. Орденът няма постоянен дом. Те стават известни като рицарите от Малта, когато на 26 октомври 1530 Филип Вилие дьо Л'Ил Адам, Велик магистър на рицарите, влиза в Голямото пристанище на Малта с голям брой от последователите си, за да предяви претенция за Малта и Гозо, които са им дадени от императора на Свещената Римска империя Карл V в замяна на един сокол, изпращан ежегодно на вицекраля на Сицилия и тържествена меса, която да се отслужва в Деня на Вси светии. Карл V също изисква от рицарите да поставят гарнизон в Триполи на северноафриканския бряг, което е територия контролирана от берберските корсари, съюзници на османците. Рицарите приемат предложението неохотно. Малта е малък пуст остров и за известно време мнозина от рицарите не оставят мечтата за връщане на Родос. Въпреки това орденът скоро превръща Малта във флотска база, от която продължава да дебне ислямски кораби.
Позицията на острова в центъра на Средиземно море го прави стратегическа жизненоважна порта между Изтока и Запада, особено след като берберските корсари увеличават набезите си в западното Средиземно море през целите десетилетия 1540 – 1560. По-специално корсарът Тургут Реис се оказва голяма заплаха за християнските нации в централно Средиземно море. Тургут и рицарите са в непрекъснати конфликти.
През 1551 Тургут и османският адмирал Синан решават да превземат Малта и нахлуват на острова с около 10 000-на армия. Само след няколко дни обаче Тургут прекъсва обсадата и се премества на съседния остров Гозо, където бомбардира цитаделата в продължение на няколко дни. Губернаторът на рицарите на Гозо, Галатиан дьо Сес, решава, че съпротивата е безсмислена и отваря портите на цитаделата. Корсарите плячкосват града и вземат на практика цялото население на Гозо (приблизително 5000 души) в плен. Тургут и Синан след това отплават на юг към Триполи, където скоро пленяват гарнизона на рицарите там. Те първоначално поставят местния лидер Ага Морат като губернатор, но впоследствие самият Тургут взема контрол над района.
Очаквайки друго османско нашествие до една година, Великият магистър на рицарите Хуан де Хомедес заповядва усилването на порт Сент Ангело на края на Биргу (днес Città Vittoriosa –  „Градът на победата“), както и строежът на два нови форта, Форт Сен Мишел на нос Сенглеа и форт Сент Елмо на морския край на връх Сиберас (днес Валета). Двата нови форта са построени в забележително краткия период от шест месеца през 1552 г. И трите форта се оказват от критическа важност по време на обсадата.
Следващите няколко години са относително спокойни, въпреки че guerre de course, или войната на надпревара между мюсюлмани и християни, не утихва. През 1557 г. рицарите избират Жан дьо ла Валет за Велик магистър на ордена. Той продължава набезите си срещу не-християнски плавателни съдове и за личните му кораби се знае, че са взели над 3000 мюсюлмански и еврейски роби по време на службата му като Велик магистър.
До 1559 обаче Тургут причинява на християнските сили такива беди, дори правейки набези по бреговете на Испания, че Филип II организира най-голямата флотска експедиция от 50 години, за да изгони корсара от Триполи. Рицарите се присъединяват към експедицията, която се състои от 54 галери и 14 000 мъже. Тази злощастна кампания кулминира в битката при Джерба през май 1560 г., където османският адмирал Пияле паша изненадва християнския флот при тунизийския остров Джерба, пленявайки или потапяйки половината християнски кораби. Битката е пълно бедствие за християните и маркира връхната точка на османската доминация над Средиземно море.

## Към обсадата
След Джерба вече няма съмнение, че турците в крайна сметка ще нападнат Малта. През август 1560 Жан дьо Валет изпраща заповед на всички приорати на Ордена, рицарите им да се подготвят да се върнат в Малта веднага след издаването на призива. Турците извършват стратегическата грешка като не нападат веднага, докато испанската флота е в руини, тъй като петгодишното отлагане позволява на Испания да възстанови силите си.
Междувременно Рицарите продължават да дебнат турски кораби. В средата на 1564 Ромегас, най-прословутият мореплавател на Ордена, пленява няколко големи търговски кораба, включително един принадлежащ на главния евнух на сарая, и взема многобройни висшестоящи затворници, включително управителя на Кайро, управителя на Александрия и бившата дойка на дъщерята на Сюлейман. Подвизите на Ромегас дават на турците повод за война и до края на 1564 г., Сюлейман е решил да заличи малтийските рицари от лицето на земята.
До началото на 1565 шпионската мрежа на Великия магистър де Валет в Константинопол го информира, че нашествието предстои. Дьо Валет се заема с набирането на войски в Италия, запълване на провизии и завършване на работата на Форт Сент Ангело, Форт Сент Микаел и Форт Сент Елмо.

## Армиите
Турската армада, която отплава от Константинопол в края на март, е една от най-големите събирани флоти от Античността. Според една от най-ранните и най-пълни истории на обсадата, тази на официалния историк на Одена Джакомо Босио, флотът се състои от 193 съда, които включват 131 галери, седем галиоти (малки галери) и четири галеаси (големи галери), като остатъкът са транспортни съдове и др. Съвременни писма от вицекраля на Сицилия Дон Гарьция дават сходен брой.
Италианско-испанският наемник Франсиско Балби ди Кореджо в своя известен обсаден дневник дава силите като:
| \| Рицари Хоспиталиери \| Турци \| \| ---------------------------------------------- \| ----------------------------------- \| \| 500 рицари хоспиталиери \| 6000 спахии (конница) \| \| 400 испански войници \| 500 спахии от Карамания \| \| 800 италиански войници \| 6000 еничари \| \| 500 войници от галерите \| 400 авантюристи от Мителина \| \| 200 гръцки и сицилиански войници \| 2500 спахии от Руания \| \| 100 войници от гарнизона на Форт Сент Елмо \| 3500 авантюристи от Руания \| \| 100 прислужници на рицарите \| 4000 „религиозни фанатици“ \| \| 500 галерни роби \| 6000 други доброволци \| \| 3000 войници, набрани от малтийското население \| корсари от Триполи и Алжир \| \| Общо: 6100 \| Общо: 28 500 от изтока, 48 000 общо \| |                                     |
| Рицари Хоспиталиери | Турци                               |
| 500 рицари хоспиталиери | 6000 спахии (конница)               |
| 400 испански войници | 500 спахии от Карамания             |
| 800 италиански войници | 6000 еничари                        |
| 500 войници от галерите | 400 авантюристи от Мителина         |
| 200 гръцки и сицилиански войници | 2500 спахии от Руания               |
| 100 войници от гарнизона на Форт Сент Елмо | 3500 авантюристи от Руания          |
| 100 прислужници на рицарите | 4000 „религиозни фанатици“          |
| 500 галерни роби | 6000 други доброволци               |
| 3000 войници, набрани от малтийското население | корсари от Триполи и Алжир          |
| Общо: 6100 | Общо: 28 500 от изтока, 48 000 общо |

Рицарят Хиполито Санс, в по-малко известен разказ, също изброява около 48 000 нашественици, макар че не е ясно колко независима е работата му от тази на Балби. Други съвременни автори дават много по-ниска численост. В писмо, написано до Филип II, само четири дни след началото на обсадата, самият дьо Валет казва, че „броят на войниците, които ще дебаркират, е между 15 000 и 16 000, включително седем хиляди или повече аркебузци, тоест четири хиляди еничари и три хиляди спахии.“ От друга страна, в писмо до приора на Германия месец след обсадата, дьо Валет пише, „Този флот се състоеше от двеста и петдесет кораба, триреми, двуреми и други съдове; най-близката оценка, която можахме да направим на силата на врага беше 40 000 войници.“ Това че дьо Валет дава броя 250 кораба, численост много по-висока от тези, дадени от другите, показва, че самият Велик магистър не е над преувеличението.
Действително, писмо написано по време на обсадата от офицера за връзка със Сицилия, капитан Винченцо Анастагджи, твърди, че силата на врага е само 22 000 и няколко други писма от времето дават сходна численост. Босио обаче достига до численост от 30 000, което е съизмеримо с „изброените войници“ на Балби. Друга ранна история дава в същността си същото число.
Вземайки предвид капацитета на галерите от 16 век, чиито обичаен контингент от войници е между 70 и 150 мъже, изглежда ясно, че числото на Балби е преувеличение, а Анастаджи, който се опитва да убеди вицекраля на Сицилия да изпрати подкрепление колкото се може по-скоро, вероятно е снишил числеността. Истинският размер на турската сила вероятно никога няма да бъде известен, но при условие че няколко истории са дали специфични – но не идентични – списъци, с общ брой малко под 30 000 (с изключение на корсарите, които може да са добавили още 6000 при пристигането си), това е разумно предположение.
На страната на защитниците, броят на Балби може да е донякъде снижен; изглежда действително има само около 550 рицари на острова, но Босио дава обшия брой на защитниците като 8500. Повечето от тях обаче са били малтийско опълчение, необучено в употребата на оръжия.

## Пристигане на турците
Преди пристигането на турците, дьо Валет нарежда прибирането на цялата реколта, включително неузряло жито, за да се лиши врага от местни хранителни провизии. Нещо повече, рицарите отравят всички кладенци с горчиви плевели и умрели животни.
Турската армада пристига призори на 18 май, петък, но не дебаркира незабавно. Вместо това флотът плава нагоре по южния бряг на острова, обръща се и накрая хвърля котва в пристанището Марсашлок (Марса Сироко), почти на 10 километра от Голямото пристанище, както Голямото пристанище е известно тогава.
Според повечето разкази, особено този на Балби, се появява спор между водача на сухопътните сили, везира Къзъл Aхмедли Мустафа Паша и върховния флотски командир Пияле Паша за това къде да се закотви флотът. Пияле иска да се подслони в залива Марсамксет, малко на север от Голямото пристанище, за да избегне сироко и да бъде по-близо до действието, но Мустафа не се съгласява, защото закотвянето на флота там би изисквало първо да се намали Форт Сент Елмо, който охранява входа към пристанището. Мустафа възнамерява според тези разкази да нападне незащитената стара столица Мдина, която се намира в центъра на острова, след това да нападне фортовете Сент Анеджело и Сен Микаел по суша. При все това, нападение срещу форт Сент Елмо би било напълно излишно. Въпреки това Мустафа склонява, изглежда вярвайки, че ще бъдат необходими само няколко дни, за да се унищожи Форт Сент Елмо. След като турците успяват да разположат оръдията си, в края на май те започват бомбардировка.
Изглежда истина, че Сюлейман сериозно е сгрешил, разделяйки командването на три. Той не само разделя командването между Пияле и Мустафа, но и заповядва и на двамата да се съобразяват с Тургут, когато той дойде от Триполи. Съвременни писма от шпиони в Константинопол обаче предполагат, че планът винаги е бил да се превземе първо форт Сент Елмо. Във всеки случай концентрирането на усилията на турците върху него се оказва критическа грешка.

## Обсадата
| “ | Мракът на нощта тогава стана ярък като деня поради огромния брой изкуствени огньове. Толкова ярко беше в действителност, че можехме да видим Сент Елмо доста ясно. Артилеристите на Сент Анджело могат да насочват и прицелват оръдията си срещу напредващите турци, които са изведени на светлината на огньовете. | ” |

–Франсиско Балби, испански войник

### Пленяването на форт Сент Елмо
Правилно преценили, че турците ще търсят да осигурят точка за дебаркиране за своя флот и така ще започнат кампанията с опит да превземат форт Сент Елмо, дьо Валет концентрира половината си тежка артилерия във форта. Неговото намерение е те да удържат за подкрепление, обещано от Дон Гарсия, вицекрал на Сицилия. Нестихващото бомбардиране от три дузини оръдия на възвишението на връх Сиберас превръща форта в развалини до една седмица, но дьо Валет евакуира ранените през нощта и повторно снабдява форта от другата страна на пристанището. След като пристига през май, Тургут разполага нови батареи, които да заплашват фериботната жизнена линия. На 4 юни една група от еничари успява да завземе част от укрепленията. При все това до 8 юни рицарите изпращат съобщение на Великия магистър, че фортът не може повече да се държи, но са срязани от съобщения, че трябва да се държат в Сент Елмо до пристигането на подкрепления.
Накрая, на 23 юни, турците превземат каквото е останало от Форт Сент Елмо. Те убиват всичките защитници, над 1500 мъже, но пощадяват девет рицари, които корсарите са пленили, и няколко други, които успяват да избягат. Тургут обаче умира скоро след победата. Според Босио, случаен изстрел от форт Сент Елмо го ранява смъртоносно на 17 юни; според Балби и Санс, „приятелски огън“ от турските оръдия докато направлява операциите на Сиберас е причината. Балби казва, че Тургут умира преди края на деня, а според други той преживява до деня на падането на Сент Елмо. Въпреки че турците успяват в превземането на Сент Елмо, което позволява на Пияле паша да закотви флота си в Марсамксет, обсадата на Форт Сент Елмо е коствала на турците поне 6000 мъже; включително половината от техните еничари.
Мустафа нарежда рицарите да бъдат обезглавени и телата им са пуснати да преплуват през залива на подигравателни разпятия. В отговор, дьо Валет обезглавява всичките си турски затворници и изстрелва главите им в турския лагер с оръдия.

### Паника
До това време се разпространява новината за обсадата. Със събирането на войници и авантюристи в Сицилия за подкреплението на Дон Гарсия се разпространява и паника. Без съмнение залогът е много висок, може би по-висок, отколкото по всяко друго време в противоборството между Османската империя и Европа. Кралица Елизабет I отбелязва:
| “ | Ако турците надделеят срещу остров Малта, несигурно е каква по-нататъшна опасност може да последва за останалия християнски свят. | ” |

Всички съвременни източници посочват, че турците са възнамерявали да продължат до тунизийската крепост Ла Голета и да я отнемат от испанците, а Сюлейман е говорел и за нашествие в Европа през Италия.
Според историка Х. Дж А. Сайр обаче обсадата е преразтегляне на турските сили и евентуално превземане на острова е щяло бързо да бъде отблъснато от масивна испанска контраатака.
Въпреки че Дон Гарсия не изпраща веднага обещаното подкрепление (войници все още се набират), той е убеден да освободи авангардна сила от 600 мъже. След няколко опита, това на piccolo soccorso („малко подкрепление“ на италиански) успява да дебаркира в Малта в началото на юли и да се промъкне в Биргу, значително повдигайки духа на обсадения гарнизон.

### Полуостров Сенглеа
На 15 юли Мустафа заповядва двойно нападение срещу полуостров Сенглеа. Той е транспортирал 100 малки съда през връх Сиберас до голямото пристанище, избягвайки по този начин силните оръдия на Форт Сен Анджело, за да предприеме морско нападение срещу провлака, използван от около 1000 еничари, докато корсарите атакуват Форт Сент Михаел откъм наземната страна.
За щастие на малтийците, един дезертьор предупреждава дьо Валет за надвисналата стратегия и Великият магистър има време за построяване на палисада по нос Сенглеа, която успешно помага за отблъсване на атаката. Въпреки това, нападението вероятно е щяло да успее, ако турските кораби не дошли в разстояние от упор (по-малко от 180 метра) на приморската батарея от пет оръдия, конструирани от командира Шевалие дьо Гуирал в основата на Форт Сент Анджело с единствената цел спиране на такава земноводна атака. Само два залпа потопяват всички освен един съд, убивайки или удавяйки над 800 от нападателите. Сухопътното нападение се проваля едновременно, когато подкрепленията успяват да прекосят до Форт Сент Микаел на плаващ мост, с резултата спасението на Малта за деня.
Турците дотогава са обсадили Биргу и Сенглеа с около 65 обсадни оръдия и подлагат града на вероятно най-силната бомбардировка в историята дотогава. (Балби твърди, че в течение на обсадата 130 000 гюлета са били изстреляни.) След като в значителна степен са унищожили един от ключовите бастиони на града, Мустафа нарежда още едно масивно двойно нападение на 7 август, този път срещу форт Сент Микаел и самия Биргу. В този случай турците пробиват градските стени и изглежда, че обсадата е завършила, но неочаквано нападателите отстъпват. Както се случва кавалерийският командир капитан Винчензо Анатаджи, при всекидневното си излизане от Мдина, напада незащитената турска полева болница, избивайки болните и ранените. Турците, мислейки, че е пристигнало християнско подкрепление от Сицилия, прекратяват нападението си.

### Сент Микаел и Биргу
След атаката от 7 август, турците възобновяват бомбардирането на форт Сент Микаел и Биргу, предприемайки поне още едно голямо нападение срещу града на 19 – 21 август. Какво всъщност се е случило по време на тези дни на усилени боеве не е напълно ясно.
Според разказа на Брафорд за кулминацията на обсадата мина експлодира в огромен взрив, пробивайки градските стени и причинявайки падането на камъни и пръст в рова и турците нападат още при падането на отломките. Според него 70-годишният дьо Валет спасява деня като повежда срещу турците около сто войници, които чакат в Пиацата на Биргу. Балби в своя дневник от 20 август пише само, че когато на дьо Валет е казано, че турците са в стените на града, Великият магистър изтичва до заплашения пост, където присъствието му прави чудеса. С меч в ръка, той остава на най-опасното място до оттеглянето на турците. Босио също не споменава успешната детонация на мина. Вместо това в неговия доклад се отбелязва за паника след като гражданите виждат знамената на турците извън стените. Великият магистър тича дотам, но не намира турци. Междувременно канонада на Форт Сент Аджело, където е всята същата паника, убива няколко граждани от „приятелски огън“.

### Форт Сент Микаел и Мдина
Положението е достатъчно тежко, така че в някаква точка през август, Съветът на старейшините решава да напусне града и да се оттегли във Форт Сент Анджело. Дьо Валет обаче слага вето на предложението. Ако е предполагал, че турците губят волята си, е бил прав. Въпреки че бомбардировката и малките нападения продължават, нападателите са обзети от увеличаващо се отчаяние. Към края на август турците се опитват да превземат Форт Сент Микаел, първо с помощта на манта (подобна на формация костенурка), малко обсадно оръдие, покрито с щитове, след това с използване на цяла обсадна кула. И в двата случая малтийски инженери си проправят път през развалините и разрушават конструкциите със залпове от упор на верижни гюлета.
В началото на септември времето се обръща и Мустафа заповядва марш срещу Мдина, възнамерявайки да презимува там. Дотогава обаче войниците му са изгубили кураж за друго нападение и атаката не се състои. До 8 септември турците са качили на борда артилерията си и се подготвят да напуснат острова, след като са загубили може би една трета от мъжете си вследствие на боевете и на болести.
Предишният ден обаче Дон Гарсия най-сетне дебаркира своите около 8000 мъже в залива на Свети Павел в северния край на острова. Така нареченото Grande Soccorso („голямо подкрепление“) се разполага на рида на Сан Паул тат-Тарга, очаквайки отстъпващите турци. Твърди се, че когато някои буйни рицари от подкреплението виждат турското отстъпление и горящите села след него, те нападат без да чакат заповеди от Асциано дел Корна. Дел Корна няма избор освен да заповяда общо нападение, което води до клане над отстъпващите турци. Турците бягат на корабите си и от островите на 11 септември. Малта е оцеляла от турското нападение и из цяла Европа хората празнуват това, което се оказва последната епична битка с рицари кръстоносци.

## Последствия
Броят жертви е толкова оспорван, колкото и числеността на нападателите. Балби дава 35 000 турски убити, което изглежда неправдоподобно. Модерните оценки на военни историци, използвайки турски архиви за броя жертви, е 10 000 от боеве и болести, въпреки че общо се приема, че има много повече загуби сред разните доброволци и пирати, които турските източници не са отбелязали. Рицарите губят една трета от броя си и Малта губи една трета от населението си. Биргу и Сенглеа са сравнени със земята. При все това, 9000 християни, повечето малтийци, успяват да устоят на обсада от повече от четири месеца в горещото лято, въпреки че са подложени на бомбардировка от над 130 000 гюлета.
Такава е благодарността на Европа за героичната отбрана на рицарите, че скоро започват да се изливат средства върху острова, които позволяват на дьо Валет до построи укрепения град Валета на връх Сиберас. Неговото намерение е да лиши от позицията, който и да е бъдещ враг. Дьо Валет умира след лов в Бускет през 1568 г.
Турците никога не опитват да обсадят Малта отново. Провалът на обсадата лишава турците от стратегически важна островна база в центъра на Средиземно море, която би им позволила да отправят още по-дълбоки удари срещу Европа.